# Taklamakan
De Taklamakan of Taklimakan is een zandwoestijn in Centraal-Azië, gelegen in de autonome regio Xinjiang, in China.
De woestijn beslaat een oppervlakte van 270.000 km² in het Tarimbekken. Aan west- en noordzijde liggen de bergmassieven Pamir en Tiensjan (de berg Imeon uit de oudheid), aan zuidzijde ligt de bergketen Kunlun.
Langs de noordelijke en zuidelijke rand ervan lopen twee takken van de zijderoute. Langs de rand van de woestijn liggen enkele oases met steden als Kashgar, Yarkand, Hotan in het zuidwesten, en Kuqa en Turpan in het noorden.
De rivier de Tarim, de grootste van Centraal-Azië, eindigt in de Taklamakan.
In het zand van de Taklamakan zijn ruïnes begraven, waarin archeologische schatten gevonden zijn van veel verschillende beschavingen, zoals de Tochaarse, met Hellenistische, Indiase en Boeddhistische invloeden. De avontuurlijke zoektocht naar deze schatten is op levendige wijze beschreven door de ontdekkingsreiziger Sven Hedin en anderen.
Er zijn in dit gebied veel mummies gevonden, waarvan sommige 3000 jaar oud zijn. Vele volkeren zijn door dit gebied getrokken. Veel van deze Tarim-mummies hebben een Europees uiterlijk en zijn wellicht afkomstig van het volk der Tocharen, dat een Indo-Europese taal sprak.
In latere tijd werd de Taklamakan bewoond door Turkse volkeren, zoals de Oeigoeren. Vanaf de Tang-dynastie hebben de Chinezen van tijd tot tijd hun macht uitgebreid over de oase-steden van de Taklamakan, omdat zij de belangrijke zijderoute door Centraal-Azië wilden beheersen. Perioden van Chinees bewind werden afgewisseld met perioden waarin het gebied werd overheerst door Turkse, Mongoolse en Tibetaanse volkeren. De huidige bevolking bestaat in de landelijke gebieden grotendeels uit twee Turkstalige volkeren, de Oeigoeren in het zuiden en de Kazachen in het noorden, terwijl in de grotere steden de meerderheid van de bevolking uit Han-Chinezen bestaat.